# Francisco Gracia
Francisco Gracia o Francisco García (Setenil de las Bodegas, c. 1740-Granada, 8 de junio de 1801), conocido como Perucho, fue un torero español que murió debido a una cornada en la plaza de toros de la Maestranza de Granada.

## Biografía
Torero coetáneo a Pepe-Hillo, Perucho fe uno de los toreros destacados del siglo xviii como señala José Daza en su libro Precisos manejos y progresos del arte de torear. Además, fue uno de los espadas principales en algunos de los festejos celebrados en la plaza de Madrid en 1787 y protagonista de las corridas celebradas en la plaza de toros de Málaga en las temporadas de finales de siglo.

### Alternativa
En la década de 1770, Perucho toreó en distintas plazas de Andalucía, Castilla y Levante, actuando como torero de segunda fila en carteles presididos por grandes espadas como Pedro Romero. En 1778 actuó en la plaza de toros de Madrid, considerándose como su alternativa, en una corrida que estoqueó junto a Juan Romero y su hermano Pedro.

### Muerte
En las fiestas del Corpus de Granada de 1801, la Real Maestranza de Caballería de la ciudad organizó un festejo en su plaza de toros; anunciándose una corrida de la ganadería sevillana de Juan José Bécquer. El tercer toro de la tarde, de nombre Barbero, infirió una cornada mortal en la axila a Perucho, que moriría veinte horas más tarde.